# Social Security Administration
De Social Security Administration is een onafhankelijk agentschap van de federale overheid van de Verenigde Staten dat verschillende takken van de Amerikaanse sociale zekerheid (Social Security) beheert. Het agentschap beheert de Old-Age, Survivors and Disability Insurance (OASDI) en het Supplemental Security Income (SSI), waarmee het 21% van de uitgaven van de federale overheid (2014) voor zijn rekening neemt. Hoewel Medicare door de Centers for Medicare and Medicaid Services (CMS) wordt beheerd, vervult de SSA ook hierin enkele taken, zoals de verzekerbaarheid bepalen. Om aanspraak te maken op deze voordelen, moet de werknemer Social Security-belastingen hebben afgedragen van zijn loon.
De Social Security Administration werd opgericht in 1935. De hoofdzetel is gevestigd in Woodlawn (Maryland). Het agentschap heeft meer dan 60.000 mensen in dienst.